# Jenő Balogh

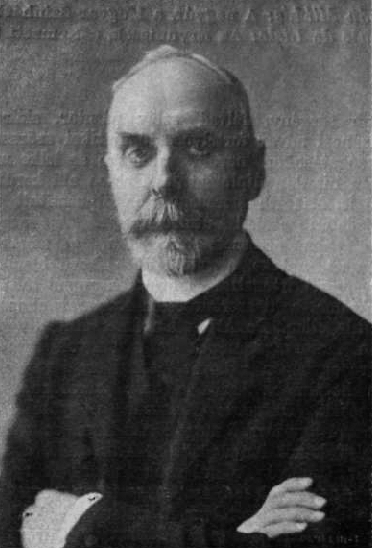
Jenő Balogh (1913)

Jenő Balogh (* 14. Mai 1864 in Devecser, Komitat Veszprém; † 15. Februar 1953 in Budapest) war ein ungarischer Politiker, Jurist und Justizminister.

## Leben
Nach dem Jurastudium und kurzer Tätigkeit als Richter, war Balogh ab 1891 im k.u. Justizministerium tätig. Von 1900 bis 1910 war er Dozent für Strafrecht an der Universität in Budapest. 1910 wurde er Staatssekretär im k.u. Ministerium für Unterricht und Kultus und wurde als Mitglied der Nationalen Partei der Arbeit (Nemzeti Munkapárt) Reichstagsabgeordneter für den Wahlkreis Marosújvár im Komitat Alsó-Fehér. Von 4. Januar 1913 bis 15. Juni 1917 war er Justizminister in den Kabinetten der Ministerpräsidenten László Lukács und István Tisza. Von 1920 bis 1935 war er Generalsekretär der Ungarischen Akademie der Wissenschaften und war von 1940 bis 1943 deren Vizepräsident. 1927 wurde er Mitglied des Oberhauses, der ersten Kammer des Ungarischen Parlaments.